# Люлека ми замириса
„Люлека ми замириса“ е стихосбирка на Иван Вазов.
Състои се от 3 раздела: „I. Образи и видения“, „II. Под Амбарица“ и „III. Трендафилите“.
Стихосбирката излиза между 20 и 26 ноември 1919 г. със следния послеслов:
| „ | С изключение на песните в III отдел („Триндафилите“), писани в друго време, останалите в тая книга са писани между 1910 и 1919 година. Но всичките, както ще е видял читателят, съединява един общ дух. В тях са намерили отражение само личните съкровени душевни преживявания на поета и човека. Песни на спомени, на видения, на самооглъбление: страници, откъснати от книгата на сърцето… | “ |

Стихосбирката е първото публично заявление за късната любов на Вазов към Евгения Марс, което намира продължение и в последната стихосбирка на автора „Любов и природа“ от 1921 г.
Художественото оформление на стихосбирката прави Николай Райнов в модерния за времето стил сецесион. Положителни отзиви за книгата дават Димо Кьорчев (в. „Свобода“, 1919) и Васил Пундев в („Златорог“, 1920), но като цяло тя остава встрани от литературната критика и интересът към нея е слаб.